# Cosmosoma plutona
Cosmosoma plutona là một loài bướm đêm thuộc phân họ Arctiinae, họ Erebidae.